# Erling Kiær
Erling Kiær, född 11 november 1903, död 22 oktober 1980, även kallad "Röda nejlikan", var en dansk bokbindare, reservlöjtnant och under andra världskriget en ledande motståndsman i Helsingörs syklubb.

## Biografi
Kiær var bokbindare samt löjtnant i Gardehusarregimentet, ett danskt kavalleriförband. Han var känd som en handlingskraftig äventyrare som varit på resor så långt bort som Argentina.
När nazisterna under 1943 intensifierade förföljelsen av danska judar blev han en av initiativtagarna till Syklubben som koordinerade båttransporter och mottagande i Sverige för omkring 7 000 hotade personer, huvudsakligen judar. Kiær genomförde personligen under tiden från oktober 1943 fram till den 12 maj 1944 142 båtresor med sammanlagt 1 400 flyktingar, de flesta judar, som räddades undan nazistisk repression. Båtresorna gjordes nattetid i en liten motorbåt och i alla väder.
Han greps av Gestapo den 12 maj 1944 och blev misshandlad på Gestapocentret i Wisborg i Helsingör innan han skickades till koncentrationslägret Neuengamme i Tyskland och vidare till lägret i Porta Westfalica. Han blev räddad från lägret den 16 april 1945 genom Röda Korsets aktion "De vita bussarna" under ledning av greve Folke Bernadotte.
Kiær överlevde men återhämtade sig aldrig helt. Han fick pension och en hedersgåva från Frihetsfonden när han förklarades invalidiserad av händelserna i koncentrationslägret.

## Utmärkelser
- 1949 – Utnämnd till svensk vicekonsul i Helsingör som varande en av de mera bemärkta männen inom motståndsrörelsen[3]
- 1993 – Kiær:s båt "Lurifax" som användes under räddningsaktionerna uppställdes på Holocaustmuseet i Washington DC.
- Vasaorden av 1:a graden[2]